# Barkaboom Stream
Barkaboom Stream – mała rzeka w hrabstwie Delaware stanu Nowy Jork, uchodząca do zbiornika retencyjnego Pepacton Reservoir, płynąca w kierunku północno-zachodnim. Brak jest danych USGS zarówno o długości cieku, jak i powierzchnia jego zlewni. Wypływa z obszaru między górami: Barkaboom Mountain i Touchmenot Mountain. Głównym północnym jej dopływem jest Deerlick Brook. W biegu rzeki wodospad Tompkins Falls o wysokości 26 stóp.